# 大塚台西
大塚台西（おおつかだいにし）とは、宮崎県宮崎市の地名。大塚台地域自治区に属している。郵便番号は889-2105。1丁目から3丁目を設置するが住居表示実施地域である。

## 地理
宮崎市の旧市街西部の丘陵地帯に形成されたニュータウンである大塚台団地の一部を構成する。大塚台団地を南北に走行するメインストリートを境に、東側が大塚台東となる。大塚台団地を東西に走行するメインストリートを境に、北が西1丁目、その南から宮崎市立宮崎西小学校までが西2丁目、さらにその南が西３丁目となる。大塚町・大字生目・大字浮田・大字小松・生目台東と接する。

## 歴史
- 1975年 - 大塚町および大字生目・大字浮田・小松 (宮崎市)の一部をもって大塚台西1丁目-3丁目が成立。
- 1985年 - 大塚台西3丁目の一部が生目台東となる。

## 世帯数と人口
2023年（令和5年）3月1日現在の世帯数と人口は以下の通りである。
| 町丁          | 世帯数   | 人口   |
| ------------- | -------- | ------ |
| 大塚台西1丁目 | 826世帯  | 1570人 |
| 大塚台西2丁目 | 664世帯  | 1298人 |
| 大塚台西3丁目 | 1099世帯 | 2022人 |

## 小・中学校の学区
市立小・中学校に通う場合、学区は以下の通りとなる。
| 町名         | 小学校               | 中学校               |
| ------------ | -------------------- | -------------------- |
| 大塚台西全域 | 宮崎市立宮崎西小学校 | 宮崎市立生目南中学校 |

## 交通

### バス
宮交グループの運営するバスが営業している。

### 道路
- 国道10号 宮崎西バイパス

## 施設
- 宮崎市役所大塚台地域事務所
- 宮崎市立宮崎西小学校
- 宮崎市消防局応急手当研修センター